# Mexacanthina angelica
Mexacanthina angelica is een slakkensoort uit de familie van de Muricidae. De wetenschappelijke naam van de soort is voor het eerst geldig gepubliceerd in 1918 door Oldroyd.